# علم بلجيكا

علم مملكة بلجيكا

العلم المدني لبلجيكا

العلم الحكومي لبلجيكا

العلم الثوري لبلجيكا

اعتمد علم بلجيكا في 23 كانون الثاني - يناير من سنة 1831 عقب انتصار الثورة البلجيكية، ويتكون العلم البلجيكي من ثلاثة ألوان مرتبة على شكل أشرطة عمودية بالأحمر، الأصفر والأسود على التوالي.

## معنى ألوان العلم
- الأسود: يرمز إلى الشعب الهولندي.

- الأصفر: يرمز إلى الشعبين الهولندي والفرنسي مجتمعين.

- الأحمر: يرمز إلى الشعب الفرنسي.

## أعلام إقليمية ومجتمعية

علم إقليم بروكسل العاصمة
علم المجتمع الهولندي وإقليم فلاندرز
علم المجتمع الفرنسي وإقليم والونيا
علم المجتمع الألماني